# Ematurga ophthalmaria
Ematurga ophthalmaria là một loài bướm đêm trong họ Geometridae.